# BRIT Awards 2012
La XXXII edizione dei BRIT Awards si tenne il 21 febbraio 2012 per la seconda volta presso l'O2 Arena di Londra. Lo show fu condotto da James Corden.

## Esibizioni
Apertura
- Coldplay – "Charlie Brown"

Show
- Florence and the Machine – "No Light, No Light"
- Olly Murs e Rizzle Kicks – "Heart Skips a Beat"
- Ed Sheeran – "Lego House"
- Noel Gallagher's High Flying Birds e Chris Martin – "AKA... What a Life!"
- Adele – "Rolling in the Deep"
- Bruno Mars – "Just the Way You Are"
- Rihanna – "We Found Love"

Tributi
- Whitney Houston
- Amy Winehouse

Chiusura
- Blur – "Girls & Boys", "Song 2" and "Parklife". "Tender" e "This Is a Low" (solo per il Backstage show su ITV2)

## Vincitori
Di seguito è elencata la lista di tutti gli artisti premiati. 
- Cantante maschile britannico: Ed Sheeran
- Cantante femminile britannica: Adele
- Gruppo britannico: Coldplay
- MasterCard British album: Adele - 21
- Singolo britannico: One Direction – What Makes You Beautiful
- Rivelazione britannica: Ed Sheeran
- Rivelazione internazionale: Lana Del Rey
- Cantante internazionale maschile: Bruno Mars
- Cantante internazionale femminile: Rihanna
- Premio della critica: Emeli Sandé
- Premio al produttore: Ethan Johns
- Straordinario contributo alla musica: Blur